# Tocata, adagio y fuga, BWV 564

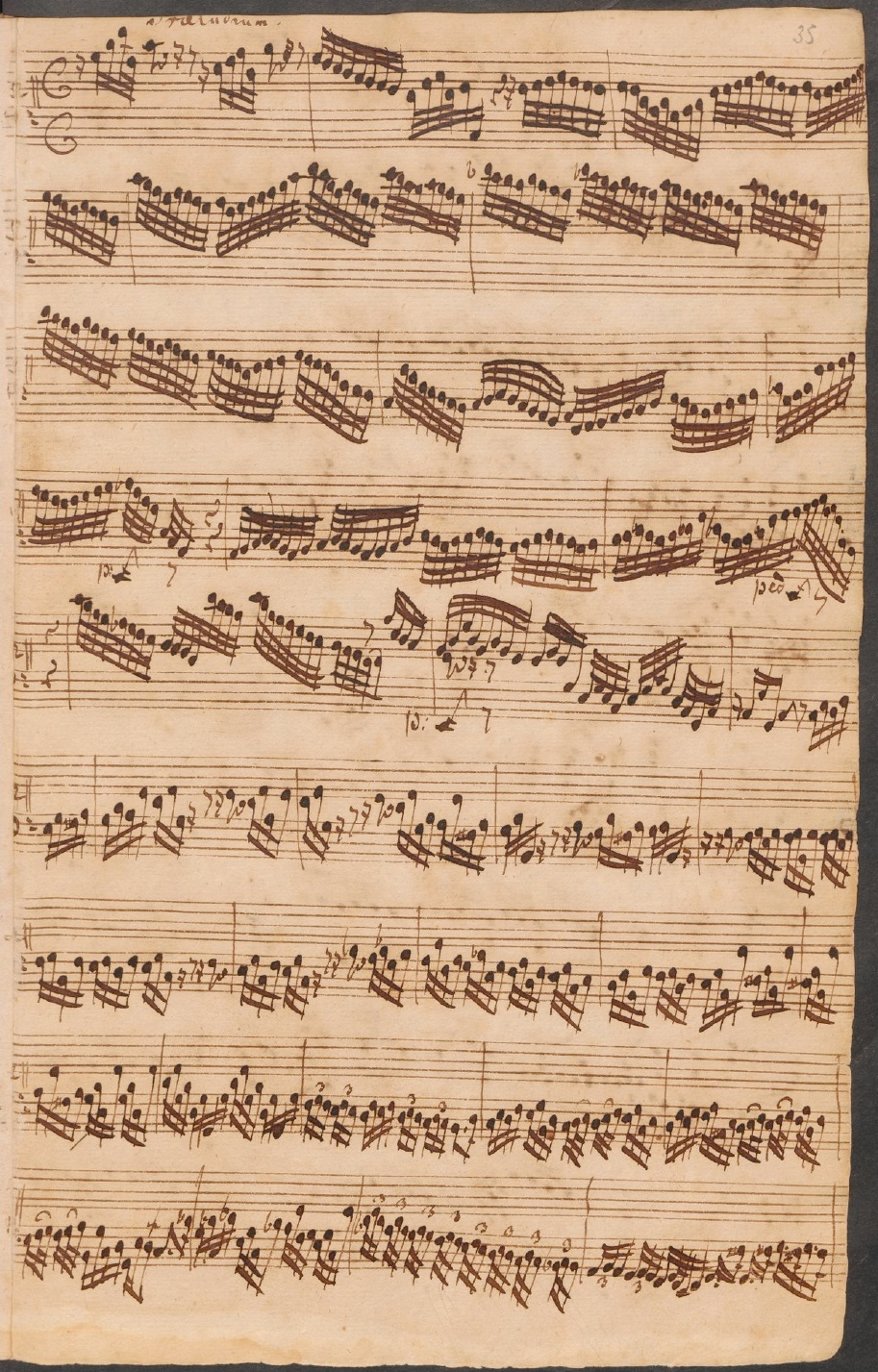
Inicio de la Toccata BWV 564, escrito a mano por Johann Peter Kellner, mostrando el elaborado pasaje de manual y la mayor parte del virtuoso solo de pedal.

Tocata, adagio y fuga en do mayor, BWV 564 es una pieza escrita para órgano por el compositor barroco alemán Johann Sebastian Bach en 1716 durante su estancia en Weimar. Se trata de una de las obras más destacadas del repertorio del instrumento y uno de los mayores logros del autor en el ámbito de la música organística.

## Estructura y análisis
La obra consta de tres secciones principales:
1. Tocata: es una sección de invención y temática muy libre, muy improvisada y virtuosística, donde el pedal participa mucho y hace destacadas entradas a solo.
2. Adagio: es una sección tranquila y serena, donde se advierte una gran influencia italiana.
3. Fuga: una de las primeras grandes fugas del autor, como la BWV 565, en la que se aprecia el virtuosismo que el autor tenía en esta forma musical.

Está escrita a tres voces. 

## Influencia
La pieza catalogada como BWV 564 influyó en diversos compositores tanto en vida de Bach como después de su muerte. El discípulo de Bach, Johann Ludwig Krebs imitó la obra en su Preludio y fuga en do mayor (omitiendo, sin embargo, el movimiento lento). En el siglo XX Ferruccio Busoni publicó una transcripción de BWV 564 para piano (1900; una de las muchas transcripciones de Bach realizadas por el mismo autor), y la obra influyó en la propia Toccata para piano de Busoni de 1920. 
El movimiento Adagio fue transcrito para orquesta sinfónica por Leopold Stokowski, siendo interpretado y grabado entre 1927 y 1939 por la Orquesta de Filadelfia, que él dirigía.

## En la cultura popular
Esta obra ha servido de inspiración a artistas musicales de diversos géneros para crear sus propias versiones. Tanto las adaptaciones como las interpretaciones de la pieza original han sido incluidas en multitud de bandas sonoras de películas, programas de televisión, videojuegos, etc.

### Inclusión en bandas sonoras
- 2018 – Señorita J (Mademoiselle de Joncquières), película en la que suena el Adagio interpretado al órgano por Enrico Viccardi.